# Stazione di Cotos
La stazione di Cotos è una stazione sulla ferrovia Cercedilla-Cotos che si trova nei pressi del passo di montagna Puerto de Cotos, nel comune di San Ildefonso, in provincia di Segovia.

## Storia
La stazione è stata inaugurata il 12 luglio 1923.

## Servizi
- Parcheggio di scambio

## Movimento
Dalla stazione di Cotos effettuano capolinea i treni della linea C-9 della rete di Cercanías di Madrid, esercita da Renfe Operadora.